# Teatrino di corte (Napoli)
Il teatrino di corte è un teatro di Napoli, ubicato all'interno del Palazzo Reale.

## Storia
Durante la costruzione del palazzo la sala venne utilizzata come Sala Regia, nella quale si tenevano ricevimenti e spettacoli: questa aveva decorazioni pittoriche di poco conto. Fu in occasione del matrimonio tra Ferdinando I delle Due Sicilie e Maria Carolina d'Asburgo-Lorena che nel 1768, su disegno dell'architetto Ferdinando Fuga, venne realizzato il teatrino di corte. Venne inaugurato con una Serenata di Giovanni Battista Bassi su musiche di Giovanni Paisiello: nel corso degli anni a seguire, soprattutto nel periodo compreso tra il 1768 e il 1776, ospitò commedie di Domenico Cimarosa e opere buffe dello stesso Paisiello e Niccolò Piccinni. Nel 1799 al suo interno fu proclamata la Repubblica napoletana. Venne poco utilizzato durante il XIX secolo.
A seguito dei bombardamenti inflitti dalla seconda guerra mondiale, il teatrino subì notevoli danni, tant'è che una bomba provocò lo sfondamento del soffitto nel 1943, oltre alla rovina delle decorazioni, soprattutto quando gli alleati lo utilizzarono come sala cinematografica: lavori di restauro si ebbero tra il 1950 e il 1954; altri restauri si sono avuti negli anni 2000, con la conclusione e la riapertura nel 2012.

## Descrizione
La sala si presenta dalla forma rettangolare, con balconata nella zona mediana e palchetto reale opposto al palco. Le decorazioni sono in stucco bianco e oro con delle lesene, che, su tre lati, inquadrano delle nicchie con all'interno statue in cartapesta gessata realizzate da Angelo Viva e raffiguranti Minerva, Mercurio, Apollo e le nove Muse.
Il soffitto era originariamente affrescato con opere di Antonio Dominici e Crescenzio La Gamba risalenti al 1768: tali decorazioni andarono perdute durante la seconda guerra mondiale e rifatte negli anni 1950, seguendo gli stessi temi degli originali: al centro si trova Nozze di Poseidone e Anfitrite, di Francesco Galante, mentre ai lati Allegorie di Alberto Chiancone e Paesaggi di Vincenzo Ciardo e Antonio Bresciani. Originale, del XVIII secolo, è il palco reale, in cartapesta, mentre il palcoscenico è stato rifatto nei lavori postbellici: questo è sormontato dallo stemma di casa Savoia, che ha sostituito il precedente dei Borbone. La sala ha una capienza di 400 posti.